# Yellow Dog Linux

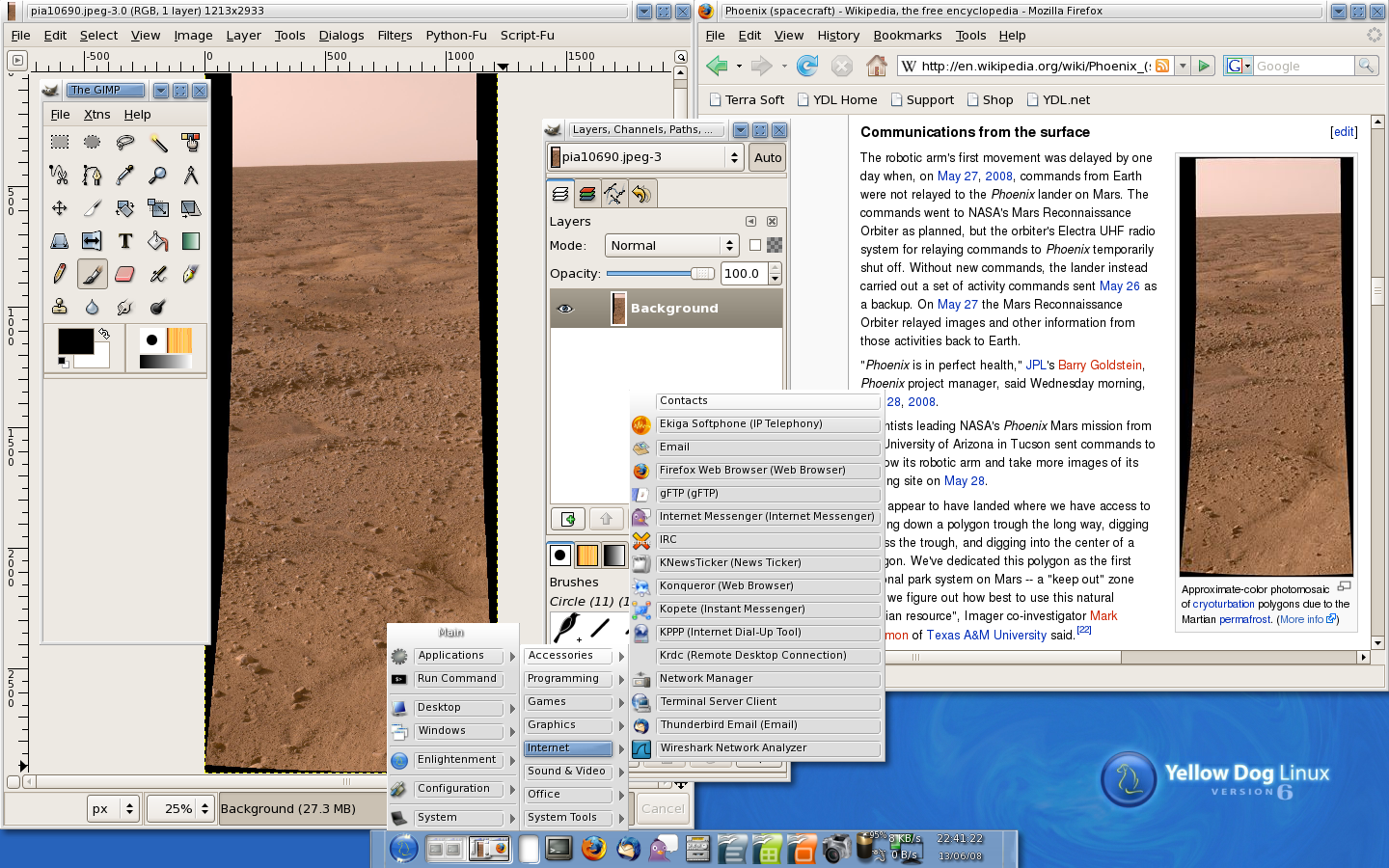
Bildschirmfoto: Yellow Dog Linux 6.0 Pyxis (2008)

Yellow Dog Linux (Kurzform YDL) ist eine Linux-Distribution für Computer mit einem PowerPC- oder Power-Prozessor. Darunter fallen Arbeitsplatzrechner der Apple-Macintosh-Reihe (mit PowerPC-Prozessor; von 1994 bis 2006) und die originale PlayStation 3 (mit Cell-Prozessor) ebenso wie Hochleistungsrechner wie beispielsweise IBMs System p (mit Power5-Prozessoren).

## Geschichte
Yellow Dog Linux wurde erstmals 1999 von der in Colorado, USA ansässigen Firma Terra Soft Solutions veröffentlicht. Durch ein Lizenzabkommen mit Apple durfte Terra Soft Solutions Macs mit vorinstalliertem Linux verkaufen. Yellow Dog Linux wurde von Beginn an auf die PowerPC-Architektur optimiert und war bis zum Ende der PowerPC-basierten Macs 2006 die am weitesten verbreitete Linux-Distribution auf dieser Rechnerarchitektur.
Im November 2008 wurde Terra Soft Solutions von der in Japan ansässigen Firma Fixstars Corporation aufgekauft.
Yellow Dog Linux (YDL) basierte ursprünglich auf Red Hat Linux und nutzt zur Paketverwaltung den Yellowdog Updater, Modified (YUM). Spätere Versionen von YDL basierten auf Fedora, der 2003 aus Red Hat Linux hervorgegangen freien Linux-Distribution von Red Hat. Version 7, die derzeit aktuelle Version, basiert auf CentOS. YUM selbst läuft daher auf allen kompatiblen Linux-Distributionen, also neben Fedora und CentOS auch auf RHEL.
YDL verwendet das Paketverwaltungssystem RPM Package Manager und beinhaltet bekannte Programme wie Glibc, GCC, Xorg, KDE, Gnome und eine aktuelle Version des Linux-Kernels.

## Hardwareunterstützung
Yellow Dog Linux hat allgemein eine gute Hardwareunterstützung und galt auch auf alten Rechnern als recht flott. Manche Hardwarekomponenten, die in PowerPC-basierten Apple-Rechnern verbaut wurden, können jedoch unter Linux überhaupt nicht oder nur rudimentär genutzt werden, da die Hardwarehersteller zum einen keine eigenen Gerätetreiber für die Plattform Linux/PPC anbieten (z. B. gibt bzw. gab es die proprietären Linux-Treiber von ATI/AMD- und Nvidia nur für die IA-32- und x64-x86-Architektur) und oft auch keine Spezifikationen der Hardware freigeben, so dass ein Entwickeln von Treibern seitens der Open-Source-Gemeinschaft nur sehr schwer möglich ist (z. B. Broadcom-WLAN-Chips, die als Grundlage für Airport Extreme dienten). Durch das Entwicklungsmodell von Linux profitiert jedoch auch die PowerPC-Architektur von Treibern, die eigentlich für IA-32 entwickelt wurden: fast alle PCI-, PCIe- und USB-Komponenten, für die (quelloffene) Linux-Unterstützung existiert, funktioniert auch auf PowerPC-Rechnern.
Zu Beginn war der Fokus der Entwicklung auf Rechner gelegt, die auf dem Markt verfügbar waren. Dadurch sind fast alle Apple Macintosh-Rechner, die PowerPC-basiert sind, von Yellow Dog Linux unterstützt. Doch 2006 wurden sämtliche Apple-Computer auf Intel-Prozessoren umgestellt. PowerPC-Rechner waren plötzlich rar. Der Fokus der Entwicklung wurde daher zusehends in Richtung Server verschoben, zum Einsatz kommen meist Power-Prozessoren. Auch Cell-Prozessoren, die ein Abkömmling der PowerPC-Architektur sind, wurden von Yellow Dog Linux als erste Distribution unterstützt – bereits 2007 plante die United States Air Force in einem Forschungszentrum über 2.000 PlayStation 3 als Cluster zu einem Supercomputer zusammenzuschließen. Seit 2010 ist der Cluster mit dem Namen „Condor“ in Betrieb und besteht aus 1.760 Konsolen, auf denen Yellow Dog Linux läuft. Er verarbeitet 500 Teraflops/s und lag 2010 an 12. Stelle auf der Liste der Top-500-Supercomputer der Welt.
Die aktuelle Version ist seit Dezember 2012 YDL 7, die jedoch nur gemeinsam mit IBM PowerLinux 7R2 (mit Power7-Prozessoren) und dem Eiger EG-2S Embedded-Cell-Board verfügbar ist.
Von dem für weitere System ebenfalls noch verfügbare YDL 6 werden folgende Systeme offiziell unterstützt:
- Apple iBook G4, iMac G4, PowerBook G4 und Power Mac G4 und G5
- Apple Xserve G4 und G5
- CSPI
- Curtiss Wright
- Fixstars’ GigaAccel 180
- IBM JS2x
- IBM QSx
- IBM POWER
- Mercury Cell
- YDL PowerStation

Ältere Computer sind nicht mehr offiziell unterstützt, funktionieren aber mit kleinen Einschränkungen. Diese sind z. B. G3-Macs, die unter YDL 5.x noch offiziell unterstützt wurden:
- Power Mac G3 “Blue & White”, iMac G3, iBook G3

Seit YDL Version 4 wird zur Installation ein DVD-Laufwerk vorausgesetzt und yaboot wird zum Start des Betriebssystems verwendet, was neuere Macs mit PowerPC-G3-Prozessor (“New World”) voraussetzt.
Bis YDL 3.x wurden auch ältere Macs (“Old World”) unterstützt, da bootx zum Betriebssystemstart verwendet wurde. Auch diverse Mac-Clones waren dadurch mit YDL startbar. Voraussetzung dafür war jedoch zumindest ein PowerPC-Prozessoren der 2. Generation (PowerPC 603).

## PlayStation 3
Im Oktober 2006 wurde von Sony verkündet, dass Yellow Dog Linux mit der neuen Version 5 die Mitte November 2006 erschienene PlayStation 3 (Kurzform: PS3) unterstützen wird. Danach wurde bekanntgegeben, dass für rund US-$ 50 in einer Offline-Variante ohne Support, US-$ 100 in einer mit Support und zwei Wochen nach dem Launch auch als kostenlose Online-Variante zur Verfügung stehen wird. Weiter soll in die Distribution auch Code vom Barcelona-Supercomputer-Center eingeflossen sein. Die Distribution lässt sich auf der in der PlayStation 3 integrierten Festplatte installieren und als vollwertiges Betriebssystem nutzen. Mitgeliefert wird auch eine Menge an Programmen wie Firefox, Thunderbird oder OpenOffice.org. Es wird die Desktop-Umgebung Enlightenment 17 genutzt. Durch ein Abkommen von Terra Soft Solutions mit Sony Computer Entertainment wird Yellow Dog Linux auf der PS3 offiziell unterstützt und lässt sich ohne Hürden installieren.

### Entfernung der Unterstützung anderer Betriebssysteme
Die neue PlayStation 3 Slim, die im September 2009 in den Handel kam, unterstützt die “Other OS” genannte Funktion nicht mehr, sodass kein Linux mehr installiert werden kann.
Auch auf der originalen PlayStation 3 wurde mit der Firmwareaktualisierung 3.21 vom 1. April 2010 diese Funktion entfernt, was zu weltweiter Kritik und in den USA sogar zu einem Gerichtsverfahren gegen Sony führte. Die letzte offizielle Firmware, die Linux als anderes Betriebssystem (englisch “Other OS”) auf der PlayStation 3 ermöglicht, ist Version 3.15 vom 10. Dezember 2009.
→ Entfernung der Unterstützung anderer Betriebssysteme im Artikel PlayStation 3

## Aktuelle Entwicklung
Seit August 2012 gibt es Yellow Dog Linux 7, jedoch nur gemeinsam mit IBM PowerLinux 7R2 Server-Rack. Die Fixstars Corporation wirbt dafür unter anderem mit der Erfahrung aus dem Cluster-Project mit der United States Air Force. Als wesentliche Neuerung wird die automatische Nutzung von Vektorisierung (AltiVec) durch GCC 4.7 und die optionale Parallelisierungslösung “M³ Platform” angeführt. YDL 7 nutzt Linux-Kernel 2.6.32, GCC 4.4.6 und 4.7.0 und glibc 2.12.
Im November 2007 wurde Version 6.0 von Yellow Dog Linux, noch von Terra Soft Solutions, herausgegeben. Diese Version wurde spezifisch an die Hochleistungsrechner IBM BladeCenter QS21 angepasst, die mit Cell-Prozessoren betrieben werden, und war bis zum 3. März 2008 nur als sogenanntes Board Support Package käuflich zu erwerben. Auf Basis von CentOS 5 bringt YDL 6.0 den Linux-Kernel 2.6.22, die glibc 2.5, GCC 4.1.1, die grafische Oberfläche Enlightenment 17, OFED 1.2.5 für Infiniband-Unterstützung sowie Komponenten aus IBMs Software Development Kit für Multicore-Beschleunigung in der Version 3.0 mit.
Bei der aktuellen Version 6.2 vom Juni 2009, die bereits durch die Fixstars Corporation freigegeben wurde, sind – nach eigenen Angaben – folgende Verbesserungen enthalten:
- ps3vram soll um 50 % schneller sein und wird automatisch als SWAP gemountet
- libfreevec wurde für G4/G4+-PowerPC-Prozessoren optimiert und soll dadurch um 25 % schneller geworden sein
- Xfce steht nun als vierter Desktop neben E17 (Standard), KDE und Gnome zur Auswahl
- Wicd für PowerBooks und die PlayStation 3 soll zuverlässiger arbeiten

Generell wurden alle vorhandenen Funktionen verbessert.
PowerPC-G3-Prozessoren wurden bis Version 5 offiziell unterstützt. PowerPC-603-Prozessoren (2. Generation) wurden bis YDL 3 unterstützt.

## Versionen und Erscheinungstermine
| Legende:                         |
| -------------------------------- |
| Alte Version                     |
| Ältere Version; noch unterstützt |
| Aktuelle Version                 |
| Aktuelle Vorabversion            |
| Zukünftige Version               |

| Version | Codename | Veröffentlichung                     | Bemerkungen / Neuerungen |
| ------- | -------- | ------------------------------------ | --- |
| 1.1     | —        | 8. März 1999                         | |
| 1.2     | —        | 4. März 2000                         | |
| 2.0     | Pomona   | 17. Mai 2001                         | |
| 2.1     | Fuji     | 17. Oktober 2001                     | |
| 2.2     | Rome     | 22. März 2002                        | |
| 2.3     | Dayton   | 23. Juni 2002                        | |
| 3.0     | Sirius   | 19. März 2003                        | |
| 3.0.1   | Sirius   | 17. September 2003                   | |
| 4.0     | Orion    | 29. September 2004                   | |
| 4.1     | Sagitta  | 6. Januar 2006                       | |
| 5.0     | Phoenix  | 27. November 2006                    | Yellow Dog Linux 5.0 war die erste Linux-Distribution, die Sonys PlayStation 3 (mit Cell-Prozessor) offiziell unterstützte.                                                                        |
| 5.0.1   | Phoenix  | 27. März 2007                        | |
| 5.0.2   | Phoenix  | 14. Juni, 29. Juni und 11. Juli 2007 | Zusätzlich zu Desktops und Laptops werden erstmals auch Hochleistungsrechner mit POWER-Prozessoren unterstützt: IBM „System p“ Server inklusive JS20/21, OpenPower sowie allgemein POWER5-Systeme. |
| 6.0     | Pyxis    | 5. Februar 2008                      | PowerPC G3-Prozessoren werden mit dieser Version nicht mehr offiziell unterstützt. |
| 6.1     | Pyxis    | 19. November 2008                    | unterstützt die Nutzung des 256 MB großen Grafikspeichers der PlayStation 3 als SWAP-Partition |
| 6.2     | ?        | 30. Juni 2009                        | Mit dieser Version steht Xfce 4.6 als 4. Desktop-Umgebung zur Auswahl. |
| 7       | ?        | 8. August 2012                       | Derzeit nur in Verbindung mit IBM PowerLinux 7R2 verfügbar. |